# Удальрік Христофор Радзивілл
Удальрік Христофор Радзиві́лл (лит. Udalrykas Kristupas Radvila, пол. Udalryk Krzysztof Radziwiłł, *5 січня 1712 — †21 липня 1770) — державний і військовий діяч, поет, письменник, перекладач, винахідник часів Великого князівства Литовського в Речі Посполитій.

## Життєпис
Походив з литовського магнатського роду Радзивіллів, гілки Несвізько-Клецької. Старший син Миколая Фаустина Радзивілла, воєводи новогрудського, і Барбари-Франци Завіша-Кезгайло. Народився 1712 року у резиденції Дятлово. Здобув гарну освіту в Варшавському колегіумі ордені піарів, вільно оволодівши грецькою, німецькою, французькою, італійською і англійською мовами. Потім вивчав військову справу в лицарській академії у Легниці (держава Габсбургів).
У 1730 році заочно обирається послом на сейм. У 1733 році після смерті Августа II, короля Речі Посполитої, разом з батьком і братами доєднався до Варшавської конфедерації, що підтримувала обрання на трон сина померлого короля — Августа Фрідріха, курфюрства Саксонії. Того ж року обирається послам на елекційний сейм. Брав участь у боротьбі проти Дзіковської конфедерації, що підтримувала короля Станіслава I Лещинського. 1734 року отримав посаду конюшого великого литовського. 1735 року як представник Ошмянського повіту підписав постанову Генеральної ради Варшавської конфедерації. 1736 року обирається від воєводства інфляндського на конвакційний сейм. У 1739—1746 роках володів мінським староством.
1740 року оженився на представниці відомого польського роду Реїв, яка у своєму посагу принесла йому маєтності Тайкури (нині село у Рівненській області) і Крупа (нині село у Волинській області), за які він тривалий час судився з Михайлом Бєлінським, старостою хелмським. У 1743 році йому надано чин генерал-майора литовської кавалерії. 1746 року стає послом на вальний сейм від Брацлавського воєводства. З 1747 року обіймав псоаду генерального регіментаря військ Великого князівства Литовського. У 1748 році призначено генерал-лейтенантом литовської армії. Отримував пенсію від російського уряду і був прихильником Пруссії. 1748 року помирає дружина Удальріка Христофора. 1749 року Удальрік Радзивілл командував походом проти українських гайдамаків на чолі із отаманами Невінчаним і Бородою, що діяли на Київщині. Втім вже у 1750 році разом з іншими польсько-литовськими загонами нічого не зміг протидіяти широкому гайдамацькому руху, що охопив Київське воєводство. Лише за підтримки російських військ вдалося завдати поразки гайдамацьким загонам.
У 1762 році був призначений писарем великим литовським. В подальшому більше часу став проводити у маєтках на Волині (насамперед в Тайкурах), де зібрав велику бібліотеку. Удальрік Христофор Радзивілл виступав на захист принципу «Liberum veto». 1764 року обирається на елекційний сейм від Хелмського староства. Підтримав кандидатуру Станіслава-Августа Понятовського. Згодом перебрався до Гришківців, неподалік Бердичева. В самому Бердичіві Удальрік Христофор Радзивілл задля покращання фінансового стану відкрив шинок. 1767 році оженився з Елеонорою Каменською. Того ж року обирається від Київського воєводства на так званий сейм Репніна, де було прийнято російсько-польський трактат і затверджено російські гарантії державного устрою Речі Посполитої. 1768 року Удальрік Христофор Радзивілл повернувся до Бердичева. Помер у 1770 році.

## Творчість
Доробок становить понад 50 робіт у віршах і прозі. Найбільш значущими є «Опис турбот людей всіх станів» (1741 рік), «Моральні елегії» та «Загальна історія» у 5 томах (обидва — 1752 рік), «Опис усіх націй в Європі», «Вчені розваги в віршах і прозі» «Світське критика, або Сатира», в рукописі (зберігається в Державній бібліотеці Російської Федерації у Москві). У друкованому «Діаріуші» («Diariusz podjazdu mojego na hajdamaków»), без вказівки року і місця видання, описав похід в 1749 році проти українських гайдамаків.
Переклав польською мовою твори Софокла, Езопа, П'єра Корнеля, Жана Расіна. Водночас деякі діалоги перекладено білоруською мовою. Загалом відомо про переклади 8 праць. Намагався ввести в спектаклі придворних театрів білоруську мову. Вельми цікавою є епістолярна творчість як важливе джерело з політичної, соціальної і майнової ситуації польсько-литовської шляхти й магнатів 1740—1760-х років.

## Винаходи
Винайшов машину для очищення ставків, озер і річок від водоростей і бур'янів. Цей винахід описано у праці його батька Миколая Фаустина Радзивілла.

## Родина
1. Дружина — Софія Рей
дітей не було
2. Дружина — Елеонора, донька Юзефа Каменського
Діти:
- Матеуш (1768—1818)